# ミッキー・ハージティ
ミクローシュ・"ミッキー"・ハージティ（Miklós "Mickey" Hargitay、1926年1月6日 - 2006年9月14日）は、ハンガリー系アメリカ人の俳優、1955年度のアマチュア部門ミスター・ユニヴァース。ハンガリーのブダペストに生まれ、1947年にアメリカ合衆国へ移住、後に市民権を取得した。一時期ジェーン・マンスフィールドと結婚しており、女優マリシュカ・ハージティの父親でもある。マンスフィールドとの結婚期間に4本の映画で共演している。

## 生い立ちとスポーツ歴
1926年1月6日、ブダペストで4人兄弟の1人として生まれる。スポーツマンであった父に育てられ、兄弟全員がアスリートとなった。ハンガリーでの少年期、兄弟たちとアクロバットのチームを組んだ。彼らはブダペストで最も大きいオペラハウスも含む、ハンガリー中でパフォーマンスを演じるほど人気を博した。兄弟たちによりスポーツに目覚めたハージティは、スピードスケート競技を始めた。1946年、中央ヨーロッパ選手権において500メートルと1,500メートルで優勝し、5,000メートルでも2位にくい込んだ。優れたサッカー選手でもあり、第二次世界大戦中は地下ファイターでもあった。
1947年、ハンガリーを旅立ちアメリカ合衆国に移住。クリーブランドに住み、この地でアクロバット仲間であるメアリー・バージと最初の結婚をした。バージとの間には1949年に生まれたティナという1人娘がいた。彼は配管工や大工として働き、当時の妻と共にアクロバットも演じた。ヘラクレスを演じた事で知られるスティーヴ・リーヴスが登場する雑誌の表紙を見て影響され、自らもボディビルを始めた。1955年にはアマチュア部門のミスター・ユニヴァース (NABBA) となった。ミスター・ユニヴァースを獲得しバージと離婚した後、ニューヨークのナイトクラブラテンクォーターで演じられていたメイ・ウエストのショーの筋肉マン・パートに参加した。そこでジェーン・マンスフィールドと出会い、1958年に結婚した。

## 俳優歴
最初の映画出演は、ジェーン・マンスフィールドが彼をキャスティングする事を希望した、1957年の『ロック・ハンターはそれを我慢できるか?』であった。前年にメイ・ウエストのショーを観ていたマンスフィールドがステージ上のハージティに気付き、ウエイターに「ステーキと左にいるあの背の高い殿方を所望するわ」と言ったと伝えられている。2人は恋に落ち、離れがたくなっていた。20世紀フォックスはハージティの『ロック・ハンター』出演に難色を示した。ハージティがマンスフィールドの唯一の恋人と映るのを嫌ったためであり、彼らは「セックスシンボル」が誰の物でもない事を望んだのである。
1960年、ハージティとマンスフィールドは『The Loves of Hercules』に主演した。この映画はイタリアで撮影され、アメリカの映画館では未公開であったが、『Hercules vs the Hydra』（ヘラクレス対ヒドラ）というタイトルでネットフリックス上で公開されている。その後2人は1963年の『Promises! Promises!』と1964年の『L'Amore Primitivo』で共演した。1965年にはマンスフィールド抜きで『惨殺の古城』に主演を果たした。
ハージティの俳優としての経歴は、アメリカ合衆国に限られていない。多くのイタリア映画にも出演し、ハンガリーの監督ジョアジ・ソミアスの1988年の映画『Mr. Universe』にも出演した。
2003年、最後の出演となった『LAW & ORDER:性犯罪特捜班』で娘マリシュカとの共演を果たした。シーズン5のエピソード「過ちの代償」(Control) で、ハージティは地下鉄駅構内のエスカレーターで起きた惨劇の余波の目撃者を演じた。マリシュカの演じるオリビア・ベンソンに聞き込み調査を受けるシーンで、父娘が同じ画面に登場する。

## 私生活

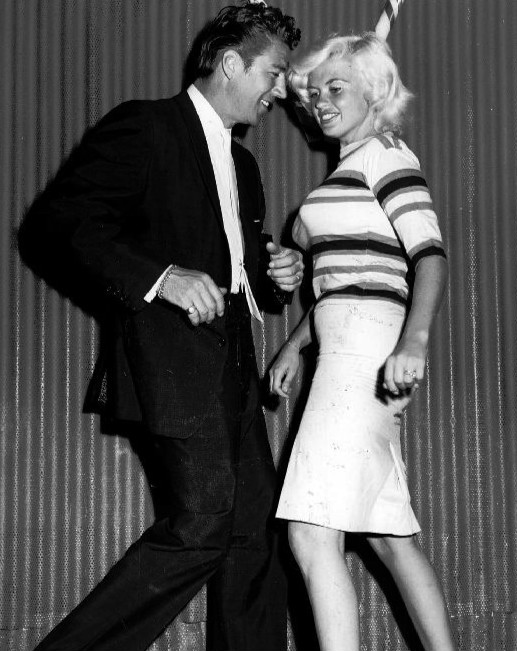
2番目の妻ジェーン・マンスフィールドと踊るハージティ（1962年）

最初の妻メアリー・バージとの間には、一人娘のティナ・ハージティ（1949年 - ）が生まれた。バージとは1956年9月6日に離婚。
2番目の妻ジェーン・マンスフィールドとは1958年1月13日に結婚。ミクローシュ・ジェフリー・パーマー・ハージティ（1958年12月21日 - ）、ゾルターン・アンソニー・ハージティ（1960年8月1日 - ）、マリシュカ・マグドリーナ・ハージティ（1964年1月24日 - ）の3人の子供たちがいる。ハージティはビバリーヒルズにある「ピンク・パレス」と呼ばれた2人の邸宅を大幅に改装し、有名なハート型のプールを造った。2002年11月、この邸宅は最後の所有者エンゲルベルト・フンパーディンクから購入した開発業者によって取り壊された。
1963年5月、ハージティとマンスフィールドはメキシコのシウダー・フアレスで離婚。この離婚は法的に無効とされ、2人は1963年10月に和解。マリシュカ誕生後、マンスフィールドはフアレスでの離婚は合法であるとの訴訟を起こし勝訴した。1964年8月26日、2人の離婚はアメリカ合衆国で正式に認められた。1967年6月29日の自動車事故によるマンスフィールドの死後、ハージティは子供たちのためにマンスフィールドの財産を5,000ドル以上受け取れるよう訴えた。2人の離婚判決の際にはマンスフィールドは子供の養育費を支払い、ハージティにおよそ70,000ドルの現金と所有地を与えることに同意した。
1967年9月、エレン・シアーノと再婚。シアーノとはハージティが死去するまで39年間添い遂げた。
アーノルド・シュワルツェネッガーは、1980年のテレビ映画『愛しのジェーン・マンスフィールド』でミッキー・ハージティ役を演じた。

## 死去
2006年9月14日、ハージティは多発性骨髄腫によりロサンゼルスで死去、満80歳であった。ロサンゼルス・タイムズは、ハージティの死亡記事に以下の様に記した。
| 「 | 「ウォルター・ウィンチェルはかつてこう言った。［大統領］アイゼンハワーはゴルフに貢献し、ミッキー・ハージティはボディビルに貢献した。なぜなら彼がそれをメジャーに押し上げたからだ。」と、ジーン・モジー（アイアンマン誌のボディビル史家・作家）は月曜日に本紙に語った。「当時はボディビルは一般的な人気がなく、異常で風変わりな活動とみなされていた」とモジー。 「あの頃はスポーツマンタイプのコーチはウェートトレーニングに懐疑的で、身体を束縛する筋肉を作ると考えていた。そして偉大な万能アスリートであるミッキー・ハージティが現れたんだ。」 | 」 |

## 出演作
| 年   | タイトル                                  | 役名                     | 備考                                                         |
| ---- | ----------------------------------------- | ------------------------ | ------------------------------------------------------------ |
| 1957 | 『ロック・ハンターはそれを我慢できるか?』 | Bobo Branigansky         | デビュー作、ジェーン・マンスフィールドとの初共演作           |
| 1957 | 『Slaughter on Tenth Avenue』             | Big John                 |                                                              |
| 1960 | 『The Loves of Hercules』                 | ヘラクレス               | マンスフィールドと共演、伊: Gli amori di Ercole              |
| 1963 | 『Promises! Promises!』                   | King Banner              | マンスフィールドと共演                                       |
| 1964 | 『L'Amore Primitivo』                     | Hotel Bell Captain       | マンスフィールドと最後の共演、英: Primitive Love             |
| 1964 | 『スパルタカスの復讐』                    | ファビウス               |                                                              |
| 1965 | 『この墓を血で洗え!』                     | マイク・ジョーダン       | 伊: Uno straniero a Sacramento                               |
| 1965 | 『荒野のならず者』                        | アラン                   |                                                              |
| 1965 | 『惨殺の古城』                            | トラヴィス・アンダーソン | マンスフィールドと共演する予定であったが、撮影開始前に離婚。 |
| 1966 | 『対決!ウィンチェスター銃』               | リンゴ・カーソン         |                                                              |
| 1966 | 『7 Golden Women Against Two 07』         | Mark Davis               | 伊: Sette donne d'oro contro due 07                          |
| 1967 | 『Cjamango』                              | Clinton                  |                                                              |
| 1970 | 『Ringo, It's Massacre Time』             | Mike Wood                |                                                              |
| 1971 | 『フランケンシュタイン・娘の復讐』        | ハリス警視               |                                                              |
| 1972 | 『デリリウム』                            | ハーバート・リュータック |                                                              |
| 1973 | 『イザベルの呪い』                        | ジャック・ネルソン       | 最後の映画出演                                               |
| 2003 | 『LAW & ORDER:性犯罪特捜班』              | Grandfather              | エピソード「過ちの代償」ゲスト出演                           |